# Avalonie
Avalonie byl mikrokontinent v době prvohor, který dal vzniknout dnešním Britským ostrovům a východnímu pobřeží Severní Ameriky (území USA a Kanady). Je pojmenována podle Avalonského poloostrova v Newfoundlandu.
Některé části Avalonie můžeme dodnes nalézt jak v Severní Americe, tak rozeseté po Evropě, v Karpatech, Česku, Polsku, Beneluxu, Francii, Irsku, Velké Británii, Skandinávii, na jihu Španělska a na severu Afriky.[zdroj⁠?!]
Avalonie vznikla jako vulkanický oblouk na severním okraji superkontinentu Gondwana. Časem se však od ní oddělila a stala se mikrokontinentem plovoucím v praoceánu. Narazila do kontinentu Baltika, poté do Laurentie a posléze do Gondwany. Nakonec skončila ve vnitrozemí superkontinentu Pangea. Po rozpadu Pangey byly zbytky Avalonie rozděleny riftem, z něhož se vyvinul Atlantský oceán.